# ترجمه ماشینی ترکیبی
ترجمه ماشینی ترکیبی (به انگلیسی: Hybrid machine translation) روشی برای ترجمه ماشینی است که با استفاده همزمان از چندین روش ترجمه ماشینی (نرم‌افزارهای متفاوت) در یک سیستم ترجمه استفاده می‌گردد. انگیزه برای توسعه سیستم‌های ترجمه ماشین ترکیبی ناشی از عدم موفقیت هر تکنیک بصورت مجزا برای دستیابی به سطح قابل قبولی از دقت در ترجمه است. بسیاری از سیستم‌های ترجمه ماشین ترکیبی در بهبود دقت ترجمه‌ها موفق بوده‌اند، و چندین سیستم ترجمه محبوب ماشین وجود دارد که از روش‌های ترکیبی استفاده می‌کند.

## رویکردها

### چند موتوره
این رویکرد شامل اجرای چندین سیستم ترجمه ماشینی به صورت موازی است. و خروجی نهایی از ترکیب خروجی همه زیرسیستم‌ها تولید می‌شود. معمولاً، این سیستم‌ها از زیرسیستم‌های ترجمه آماری و مبتنی بر قوانین استفاده می‌کنند، اما ترکیب به شکل‌های دیگری نیز مورد بررسی قرار گرفته‌اند. برای مثال، محققان دانشگاه کارنگی ملون با ترکیب زیرسیستم‌های ترجمه مبتنی برای مثال ،ترجمه ماشینی مبتنی بر انتقال، با توجه به نتیجه آماری در یک سیستم ترجمه ماشینی، موفقیت‌هایی کسب کرده‌اند.

### تولید قواعد آماری
این رویکرد شامل استفاده از داده‌های آماری برای تولید قواعد واژگانی و جمله‌بندی است. اطلاعات ورودی سپس با این قوانین پردازش می‌شود که گویی یک مترجم قانونی کار ترجمه را انجام داده‌است. در این رویکرد تلاش بر این است که از کار دشوار و زمان‌بر ایجاد مجموعه‌ای از قواعد زبانی بصورت جامع و دقیق و استخراج آن قواعد از مجموعه آموزشی اجتناب شود. هرچند هنوز از مشکلات بسیاری در ترجمه ماشینی آماری معمولی رنج می‌برد، یعنی ساختار جمله‌بندی در ترجمه به شدت به متن ورودی شباهت داشته و به متن مجموعه آموزشی بستگی دارد. در نتیجه، این تکنیک بیشترین موفقیت را در کاربردهایی با دامنه خاص داشته‌است و مشکلاتی مشابه بسیاری با سیستم‌های ترجمه ماشینی آماری با تطبیق دامنه دارد.

### چند پاس
این رویکرد شامل پردازش پشت سر هم چندین اطلاعات ورودی است. رایج‌ترین تکنیک مورد استفاده در سیستم‌های ترجمه ماشینی چند گذری، پیش پردازش اطلاعات ورودی با یک سیستم ترجمه ماشینی مبتنی بر قانون است. خروجی پیش پردازشگر مبتنی بر قانون به یک سیستم ترجمه ماشینی آماری ارسال می‌شود که خروجی نهایی را تولید می‌کند. این تکنیک برای محدود کردن مقدار اطلاعاتی که یک سیستم آماری باید در نظر بگیرد استفاده می‌شود و به‌طور قابل توجهی قدرت پردازش مورد نیاز را کاهش می‌دهد. همچنین نیاز به سیستم قاعده مند را به عنوان یک سیستم ترجمه زبانی کامل برطرف می‌کند و همچنین کنش انسانی لازم برای ساختن سیستم را به میزان قابل توجهی کاهش می‌دهد.

### مبتنی بر اعتماد
این رویکرد با سایر رویکردهای ترکیبی متفاوت است زیرا در بیشتر موارد فقط از یک فناوری ترجمه استفاده می‌شود. یک معیار اطمینان برای هر جمله ترجمه شده تولید می‌شود که از آن می‌توان تصمیم گرفت که آیا یک فناوری ترجمه ثانویه را امتحان کنید یا با خروجی ترجمه اولیه ادامه دهید. SMT همچنین زمانی استفاده می‌شود که الگوهای خطای رایج مانند تکرار چندین کلمه به دنبال هم مشاهده شوند.